# BRM P138
BRM P138 — шасси команды British Racing Motors в Формуле-1 (сезон 1969).
На первых четырех этапах сезона 1969 Формулы-1 — Гран-при ЮАР, Испании, Монако и Нидерландов — шасси BRM P138 было использовано Джоном Сертисом. Чемпион мира 1964 года набрал очки лишь однажды, заняв пятое место на Гран-при Испании. На Гран-при Нидерландов Сертис финишировал девятым, вне очковой зоны. На остальных этапах он сошел. 

Впоследствии BRM P138 использовалось, начиная с седьмого этапа сезона — Гран-при Германии 1969 года. На этом этапе, а также на Гран-при Италии шасси использовал Джеки Оливер. На обоих этапах он сошёл. Не удалось набрать очки и двум ездившим на BRM P138 гонщикам из Канады. Билл Брэк финишировал, но не был классифицирован на Гран-при Канады, Джордж Итон не дошёл до финиша на Гран-при США и Мексики. После сезона 1969 шасси BRM P138 не использовалось.